# 千葉県道35号旭停車場線

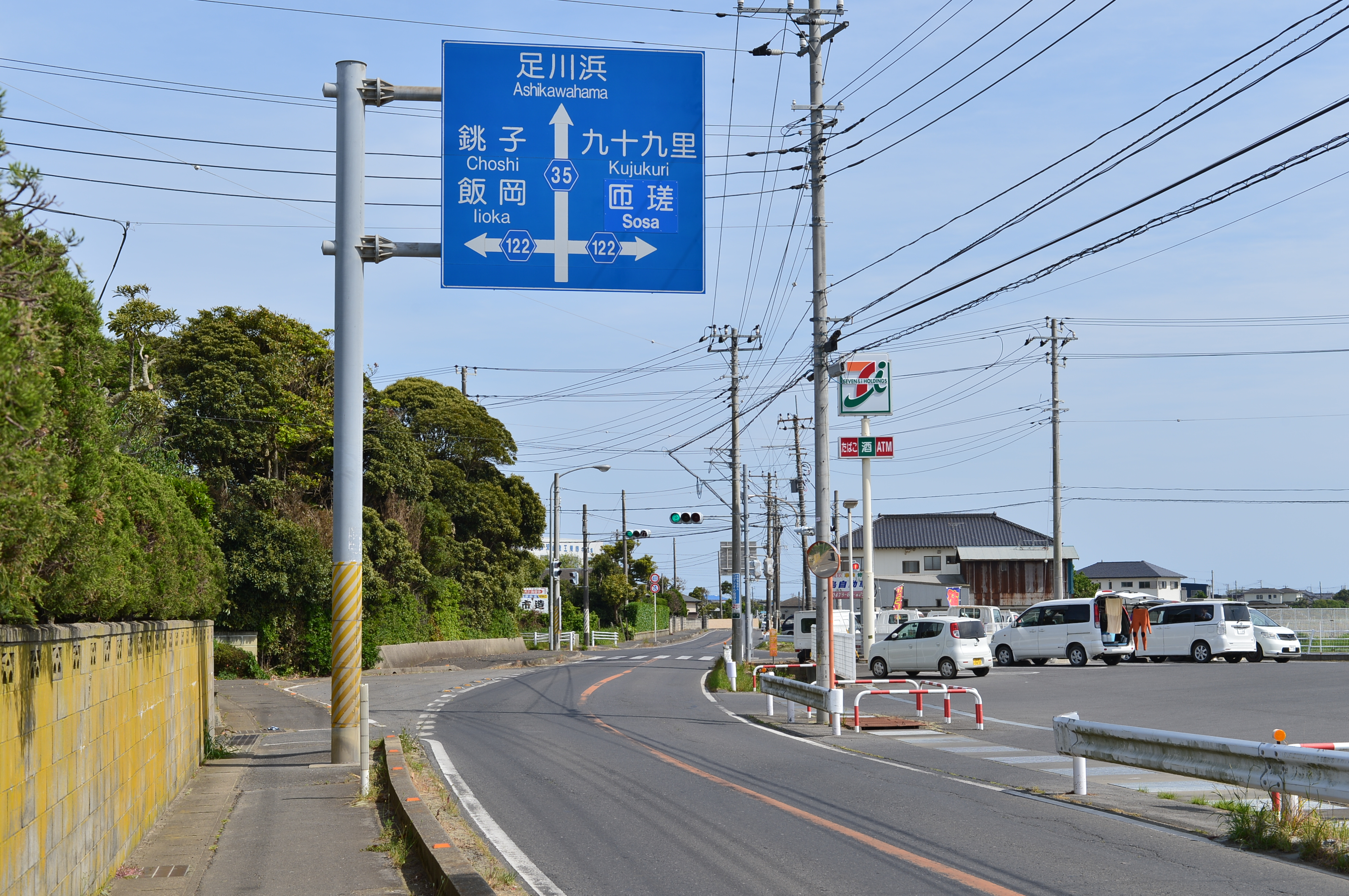
千葉県道35号旭停車場線
旭市足川（2015年5月）

千葉県道35号旭停車場線（ちばけんどう35ごう あさひていしゃじょうせん）は、千葉県旭市のJR旭駅に接続する県道（主要地方道）である。

## 概要
旭市足川の千葉県道30号飯岡一宮線・足川浜交差点から、同市ロのJR総武本線旭駅まで南北に結ぶ路線。東総文化会館北交差点、旭駅入口交差点の2交差点で曲がり、路線全体としてクランク状の線形となっている。

### 路線データ
- 起点：旭市足川「足川浜」交差点 千葉県道30号交点
- 終点：旭市ロ 総武本線旭駅ロータリー
- 延長：4.0km

### 重複区間
千葉県道71号（「東総文化会館北」交差点 - 「旭駅入口」交差点 500mの重複区間）

## 地理

### 通過する自治体
- 千葉県旭市

### 交差する道路
- 千葉県道30号飯岡一宮線（旭市足川・足川浜交差点）
- 千葉県道122号飯岡片貝線（旭市足川）
- 千葉県道28号旭小見川線（旭市ニ・東部文化会館北交差点）
- 千葉県道104号八日市場井戸野旭線（旭市ニ・東部文化会館北交差点）
- 千葉県道71号銚子旭線（旭市ロ・旭駅入口交差点）

### 沿線
- 東総文化会館（旭市ハ）
- JR旭駅（旭市ロ）